# 博若莱地区科尔塞勒
博若莱地区科尔塞勒（法語：Corcelles-en-Beaujolais，法語發音：[kɔʁsɛl ɑ̃ boʒɔlɛ]）是法国罗讷省的一个市镇，属于索恩河畔自由城区。

## 地理
博若莱地区科尔塞勒（46°9'15"N, 4°43'25"E）面积9.3 平方千米，位于法国奥弗涅-罗讷-阿尔卑斯大区罗讷省，该省份为法国中东部省份，北起顺时针与索恩-卢瓦尔省、安省、里昂大都会、伊泽尔省和卢瓦尔省接壤。
与博若莱地区科尔塞勒接壤的市镇（或旧市镇、城区）包括：朗谢、维列莫尔贡、德拉塞、博若莱地区贝尔维尔。

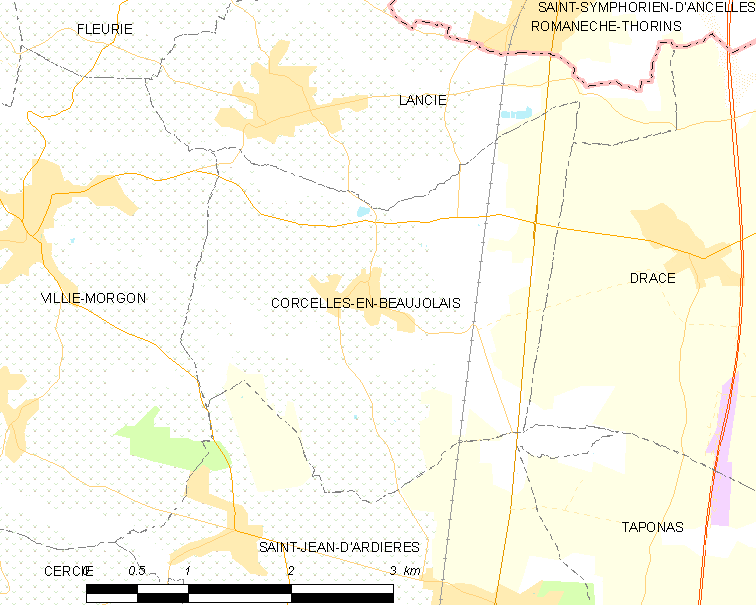
博若莱地区科尔塞勒的OSM定位图

博若莱地区科尔塞勒的时区为UTC+01:00、UTC+02:00（夏令时）。

## 行政
博若莱地区科尔塞勒的邮政编码为69220，INSEE市镇编码为69065。

## 政治
博若莱地区科尔塞勒所属的省级选区为博若莱地区贝尔维尔县。

## 人口

1962-2008年间博若莱地区科尔塞勒人口变化图示

博若莱地区科尔塞勒于2022年1月1日时的人口数量为993人。